# Kayaboğaz, Siirt
Kayaboğaz là một xã thuộc thành phố Siirt, tỉnh Siirt, Thổ Nhĩ Kỳ. Dân số thời điểm năm 2008 là 87 người.